# Rekkem

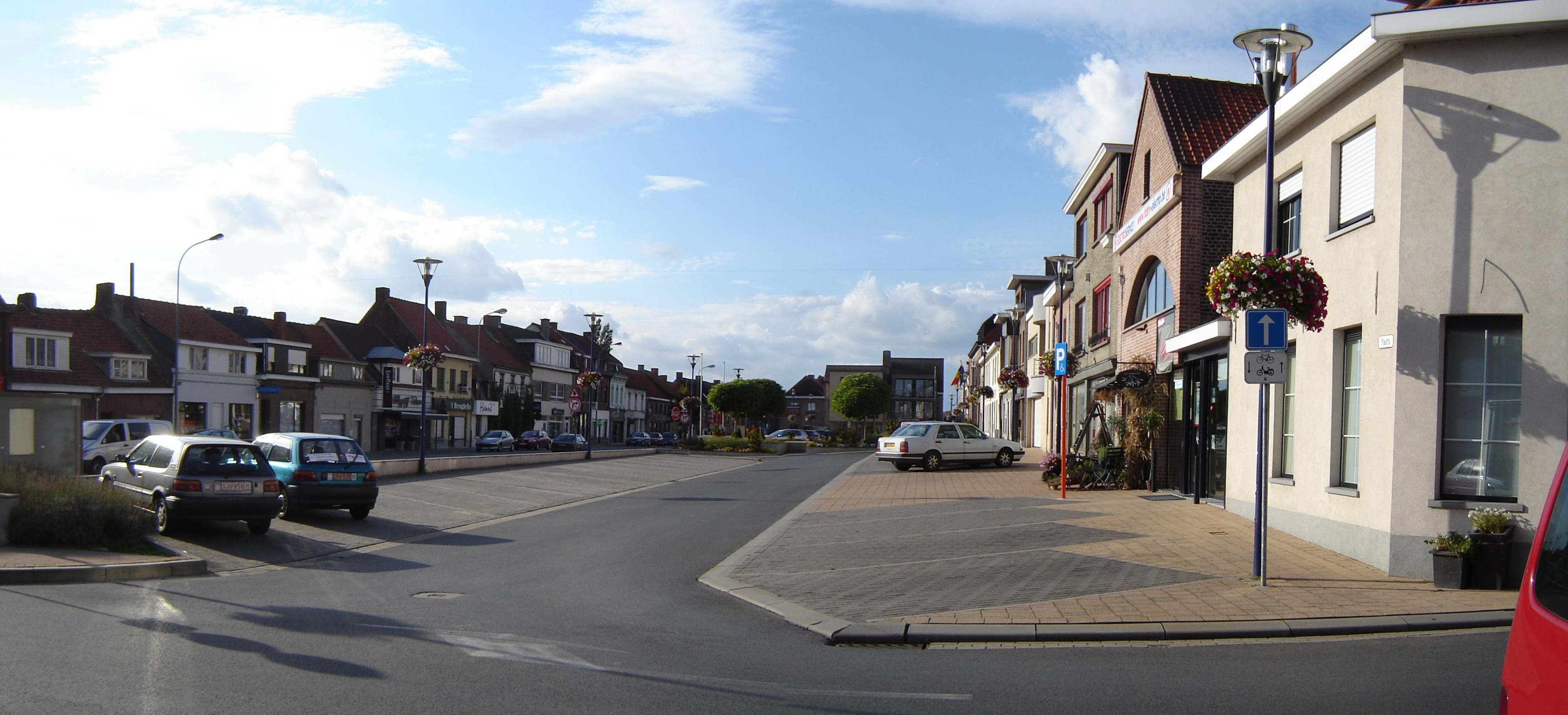
"Plaats" (marktplein) in Rekkem

Rekkem is een dorp in de Belgische provincie West-Vlaanderen en een deelgemeente van de stad Menen, het was een zelfstandige gemeente tot aan de gemeentelijke herindeling van 1977. Rekkem ligt in het zuiden van de provincie, ingeklemd tussen Wallonië (Moeskroen) en Frankrijk (Halluin). Rekkem-centrum ligt in het noorden van het grondgebied, meer naar het zuiden ligt het gehucht Paradijs.
In het oosten van de deelgemeente ligt een stuk van het industrieterrein LAR, genoemd naar de drie deelgemeenten waarin het gelegen is (Lauwe - Aalbeke - Rekkem).

## Geschiedenis
Tijdens het neolithicum was deze streek al bewoond. Er zijn vondsten van krabbers en klingen van silex, ongeveer 4000 jaar oud. De Romeinse tijd toont geen sporen van bewoning: de heerbaan van Rijsel naar Kortrijk loopt niet over dit gebied.
De naam Rekkem is mogelijk in de Frankische tijd ontstaan, maar de betekenis is meerduidig. Genoemd wordt reka (rivier) en hamma (landtong uitspringend in een moeras) dan wel hem (huis).
Het dorp ontstond waarschijnlijk in de 11e eeuw. In 1163 was er reeds sprake van een ecclesia of parochiekerk. In 1173 werd het voor het eerst vermeld, als Reckeham. De westelijke grens van de huidige gemeente is de scheidslijn van de kasselrijen Rijsel en Kortrijk en tevens de huidige lands- en taalgrens.
Vanaf 1205 was er sprake van de familie Van Rechem. In 1242 werd Robrecht van Lampernisse als eerste heer vernoemd. Midden van de 14de eeuw wordt Rechem opgesplitst in meerdere heerlijkheden: Ten Dale, Te Spaus, De Drie Bunders, Ter Triest en dorpsheerlijkheid ten Bulcke.
In 1666 werd de toenmalige heer, Bernard de Haynin, tot baron verheven, waarmee Rekkem een baronie werd. In datzelfde jaar kocht de Haynin de heerlijkheid de Meurins, gelegen in Halewijn, Neuville en Rekkem van de baron van Kruishoutem.
In 1668 kwam Rekkem aan Frankrijk, maar in 1678 kwam het weer aan de Oostenrijkse Nederlanden. Na de Franse Revolutie werden de heerlijkheden afgeschaft en opnieuw samengebracht tot één gemeente. Het door oorlogshandelingen ontvolkte gebied werd herbevolkt door inwijkelingen uit Frankrijk, waarmee Rekkem grotendeels Franstalig werd en een aantal veldnamen verbasterd werden naar het Frans. Later kwamen daar Vlamingen bij die in Frankrijk werk zochten. Tot 1947 bleef Rekkem tweetalig, waarna het Vlaams werd.
Tijdens de Eerste Wereldoorlog, op 5 oktober 1914, werd Rekkem ingenomen door Duitse troepen die een aantal belangrijke gebouwen in gebruik nam. De kerk werd ingericht als veldhospitaal.
In 1963, bij de definitieve vastlegging van de taalgrens, werd het gehucht Risquons-Tout (0,39 km2 met zowat 500 inwoners) overgeheveld van de gemeente Rekkem naar de stad Moeskroen.
Na 1965 werd de autosnelweg A14 aangelegd, toen onderdeel van de E3, later van de E17.

## Demografische ontwikkeling
- Bronnen:NIS, Opm:1831 tot en met 1970=volkstellingen; 1976 = inwoneraantal op 31 december

## Bezienswaardigheden
- De parochiekerk van Rekkem is de Sint-Niklaaskerk, gebouwd in de 12e eeuw. De kerk is sinds 1939 een beschermd monument.
- De Plaats is het centrale marktplein van Rekkem.
- Hoeve Kasteelhof ligt in het dorpscentrum ten oosten van de kerk. Het 17de-eeuwse boerenhuis en het 19de-eeuwse poortgebouw zijn beschermd.
- Stenen Molen, molenromp.
- De Mariakapel uit 1862.
- Gedenkteken gesneuvelde soldaten WO I uit 1921 is een monument op de Plaats.
- Sjouwer Aalbeke - Rekkem, torenachtig monument, gebouwd in 1974.

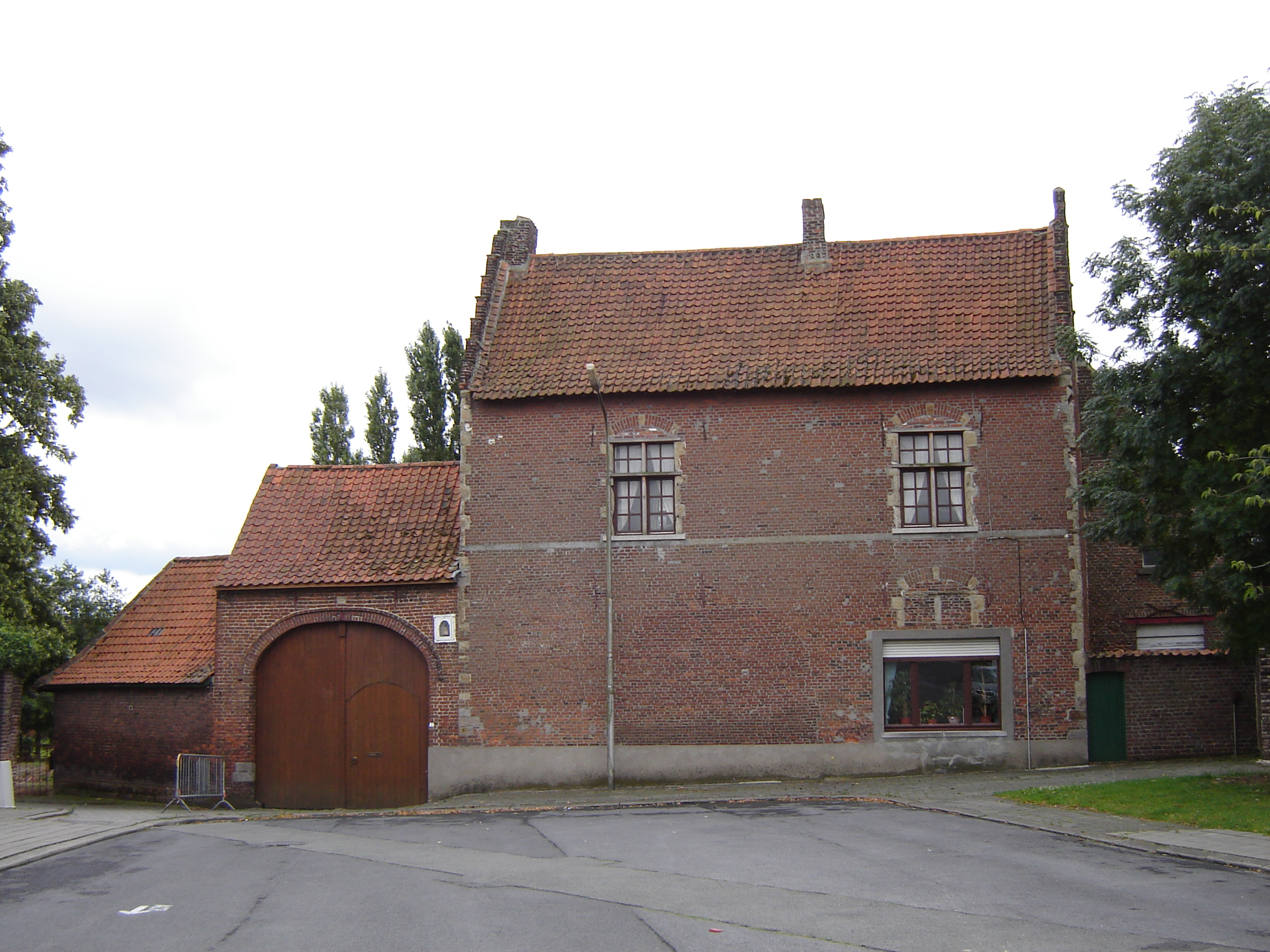
Het Kasteelhof
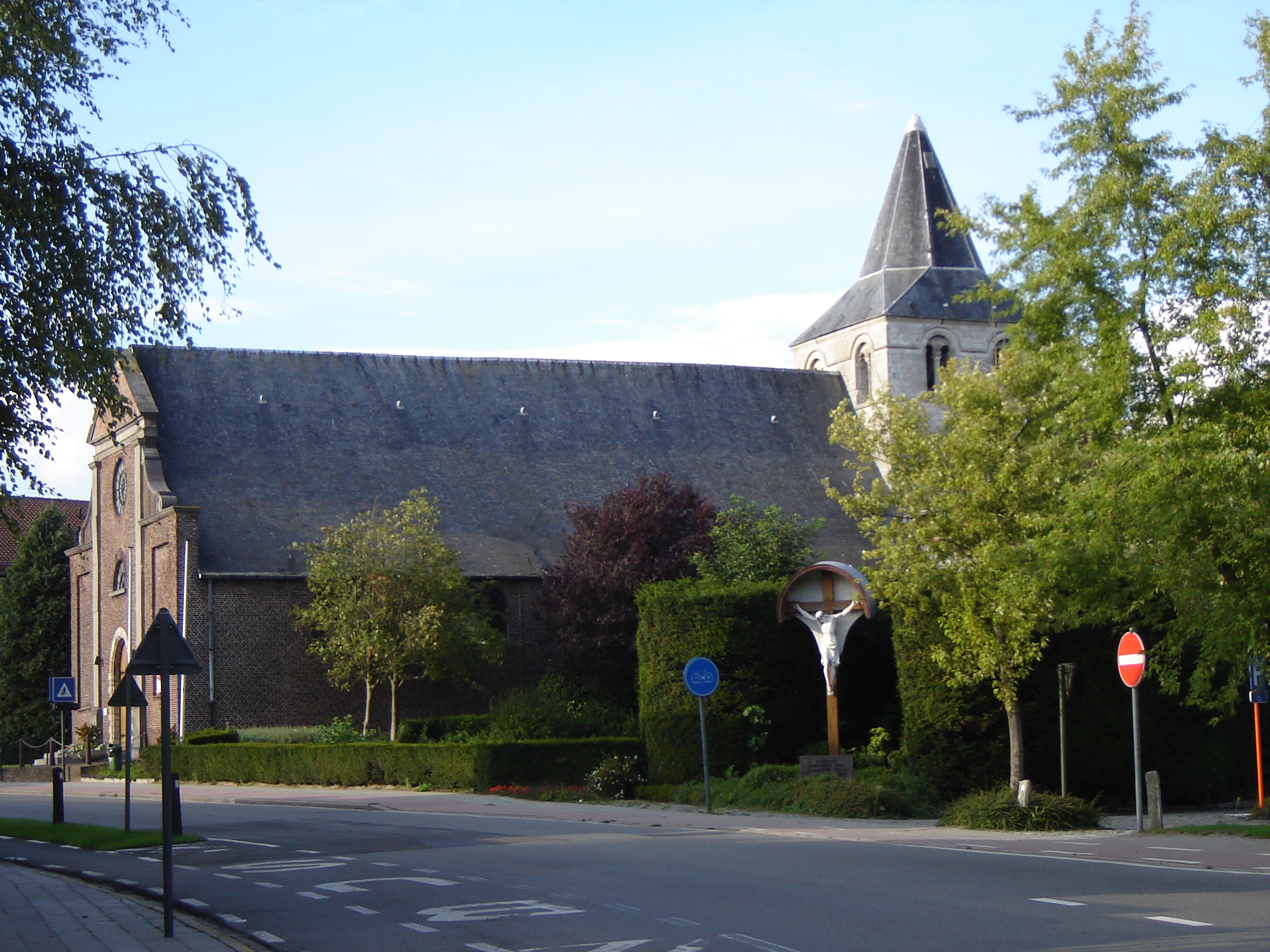
Sint-Niklaaskerk
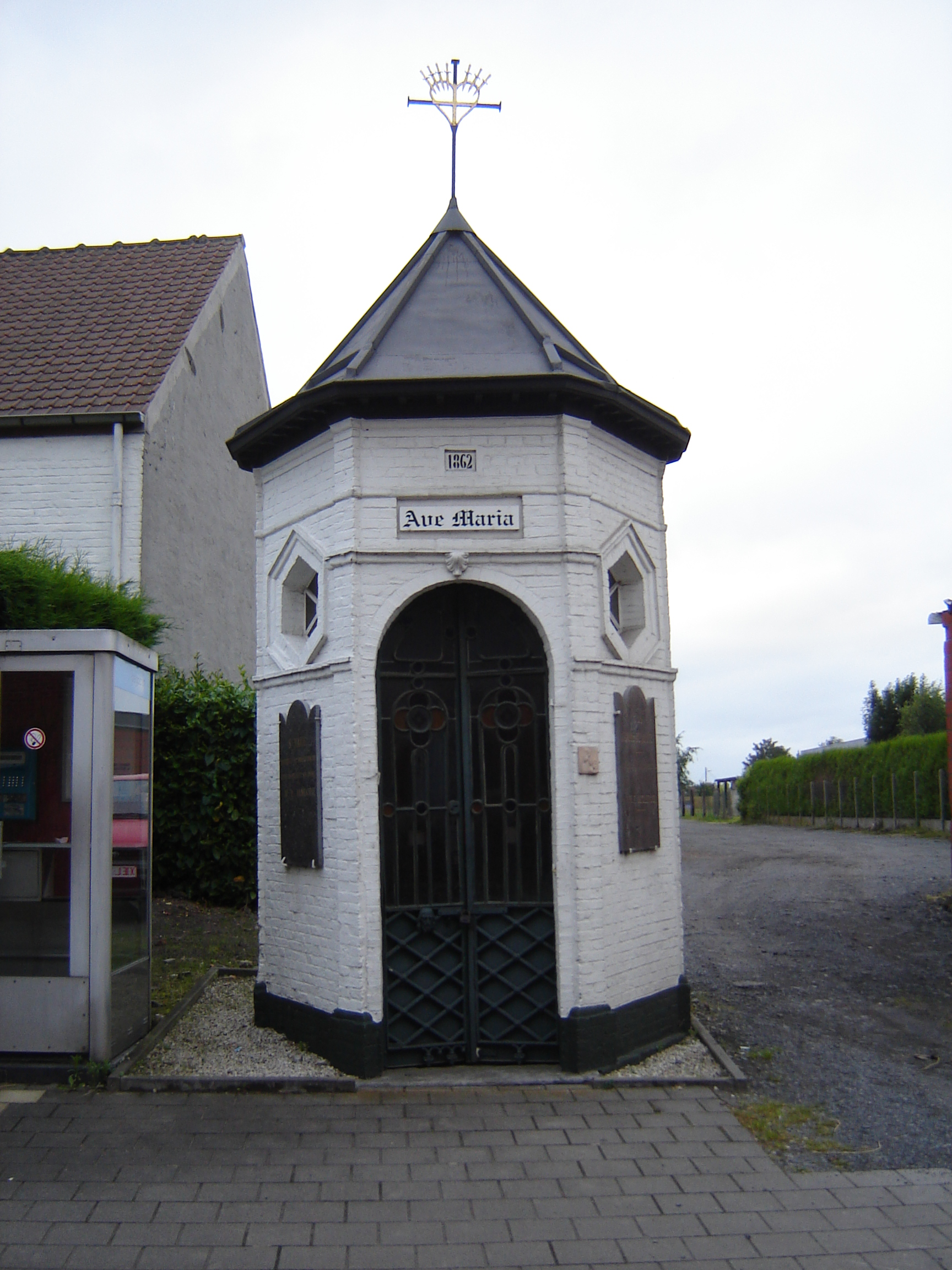
Wegkapel

## Natuur en landschap
Rekkem ligt in Zandlemig Vlaanderen in de vallei van de Palingbeek. In het noorden vindt men de Leie. De hoogte varieert van 15 tot 67 meter, het hoogste punt is Castert, waar dan ook diverse windmolens stonden opgesteld. Ten zuiden ligt het verstedelijkte Moeskroen en ten westen liggen de, eveneens verstedelijkte, kernen Halluin en Menen. In het oosten ligt een bedrijventerrein en in het noorden vindt men eveneens veel bebouwing.

## Politiek
Rekkem had een eigen gemeentebestuur en burgemeester tot de fusie van 1977. Burgemeesters waren:
- 1921-1953 : Martial Louis Joseph Vroman
- 1953-1976 : Germain Declercq

## Verkeer
Het dorpscentrum ligt aan de N366 (Moeskroenstraat) tussen Menen-centrum en Moeskroen. De Lauwestraat en Priester Coulonstraat sluiten hierop aan en verbinden het dorp met het nabijgelegen Lauwe. Doorheen Rekkem loopt de Dronckaertstraat (de oude verbindingsweg tussen Kortrijk en het Franse Rijsel) en de autosnelweg A14/E17.

## Ons Erfdeel
In Rekkem is de zetel gevestigd van Ons Erfdeel vzw. Hier bevinden zich de redacties van de tijdschriften Ons Erfdeel, Septentrion, The Low Countries en De Franse Nederlanden-Les Pays-Bas Français. Jozef Deleu, auteur en stichter van Ons Erfdeel, woont in Rekkem.

## Bekende inwoners
- De frontman van Yevgueni, Klaas Delrue, is geboren en getogen in Rekkem.
- Stand-upcomedian, Freddy De Vadder (Bart Vanneste) woont te Rekkem.
- Wielrenner Paul Deman, de eerste winnaar van de Ronde van Vlaanderen in 1913, werd in 1889 in Rekkem geboren.
- Senator Arthur Saelens (1918-1972) werd geboren in Rekkem.

## Nabijgelegen kernen
Paradijs, Halluin, Menen, Lauwe
1. ↑  De verkoop in 1666 van de heerlijkheid de Meurins. Agatha - Rijksarchief Kortrijk - Inventaris van het gemeentearchief van Rekkem, stuk 301/53 "Stukken betreffende de verkoop in 1666 van de heerlijkheid de Meurins, gelegen in Halewijn, Neuville en Rekkem, door de baron van Kruishoutem aan Bernard de Haynin, baron van Rekkem. 1655-1688."